# Sau Mau Ping
Sau Mau Ping is een migrantenbuurt in Kwun Tong District van Hongkong. Tijdens en na de Chinese Burgeroorlog werd het een migrantenbuurt van politieke vluchtelingen uit Sichuan, Fujian, Chaoshan en Zuid-Guangdong. Velen van hen waren werkzaam voor de Guomindang. De buurt werd gekenmerkt door flats (sociale huurwoningen) van ten hoogste tien verdiepingen en zelfgebouwde huizen met golfplaten als dak. Tegenwoordig zijn de "krotten" en lage flats er niet meer en zijn ze vervangen door flats van meer dan vijfentwintig verdiepingen.
De buurt heette oorspronkelijk So Mau Ping (蘇茅坪), maar dit werd verward met de aanduiding van een begraafplaats. Tijdens de Japanse bezetting van Hongkong werden bepaalde plekken in de buurt daadwerkelijk ook gebruikt als een begraafplaats. Op 18 juni 1972 overleden 71 mensen door grondverschuivingen als gevolg van zware regenval. Vier jaar later overleden nog eens achttien mensen door dezelfde oorzaak. 24 mensen raakten toen gewond.
In de buurt staat een taoïstische tempel gewijd aan Sun Wukong, Tai Shingtempel van Sau Mau Ping (秀茂坪大聖廟). Op de 16e dag van de achtste maan van de Chinese kalender wordt de verjaardag van de god groots gevierd. Het is het grootste feest van de buurt.